# سجل اختفاء
سجل اختفاء هو فيلم دراما أنتج عام 1996 من تأليف وإخراج إيليا سليمان من عرب الداخل. الفيلم من بطولة إيليا سليمان وعدد من أقاربه ومعارفه هذا الفيلم هو باكورة أفلام إيليا سليمان الروائية الطويلة، وقد حاز على إعجاب النقاد عالميا وحاز على جائزة «لويجي دي لاورينتيس» في مهرجان فينيسيا في أول سنة لها والتي تمنح لأفضل فيلم يعد باكورة أعمال مخرجه. كان هذا أول فيلم سينمائي فلسطيني يتم عرضه قطريا في الولايات المتحدة الأمريكية.

## روابط خارجية
- سجل اختفاء على موقع IMDb (الإنجليزية)
- سجل اختفاء على موقع روتن توميتوز (الإنجليزية)
- سجل اختفاء على موقع ألو سيني (الفرنسية)
- سجل اختفاء على موقع Turner Classic Movies (الإنجليزية)
- سجل اختفاء على موقع أول موفي (الإنجليزية)
- سجل اختفاء على موقع فيلمافينيتي (الإسبانية)
- سجل اختفاء على موقع قاعدة بيانات الأفلام السويدية (السويدية)
- سجل اختفاء على موقع قاعدة بيانات الفيلم (الإنجليزية)
- سجل اختفاء على موقع ليتربوكسد (الإنجليزية)
- سجل اختفاء على موقع كينوبويسك (الروسية)